# Мехтоиды

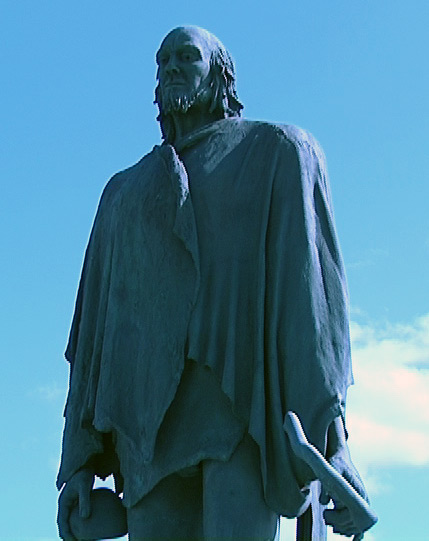
Статуя Бенкомо (правителя гуанчей) на острове Тенерифе

Мехтоиды (фр. Mechtoides), или афалу-мехтоидная раса, раса Мехта-Афалу, эпипалеолитическая, иберо-мавританская (англ. Mechta-Afalou) — доисторическая подраса европеоидной расы, в эпоху позднего палеолита и мезолита обитавшая в Северной Африке (иберо-мавританская культура). Тип Мехта иногда называют африканским кроманьонцем.
Отличались относительно худощавым и мускулистым телосложением, широкими плечами, развитым третичным волосяным покровом, широким прямым лбом, долихо- или мезокранией, крупными и острыми чертами лица (массивная и широкая нижняя челюсть, прямые и выступающие вперед надбровные дуги, глубоко посаженные глаза, небольшие скулы, выделяющийся квадратный подбородок), в некоторых случаях имели особенности строения затылка — на некоторых черепах затылок довольно сильно выступает и по форме напоминает неандертальский «шиньон». В строении носа большой размер и сильно выступающая переносица сочетались с малой толщиной носа и тонкими ноздрями.
Образцом для выделения и описания типа послужили скелеты из могильников Тафоральт (Марокко, 11,9-13,9 тыс.л.н.), Афалу-бу-Руммель (Алжир, 11,5-13,1 тыс.л.н.) и Мекта-эль-Арби (Алжир, 7,5-10 тыс.л.н.), позже сходство обнаружилось с множеством других находок. Ареал ограничивается Магрибом и северо-западной Сахарой.
Возможно тип мехта возник на западе Африки, так как количество скелетов, относящихся к нему, увеличивается в Северной Африке в направлении к Атлантическому океану. Сменяющая его капсийская культура частично была создана такими же людьми, примером чему является Мекта-эль-Арби, но высказывалось мнение, что, возможно, в начале голоцена в Магрибе появляется другой тип людей — протосредиземноморский, вторгшийся с востока и принёсший капсийскую культуру. Тип мехта-афалу отличают от более грацильного мехтоидного. В середине голоцена следы типа мехта постепенно сглаживаются, переходя в мехтоидный вариант.
Согласно одной из гипотез, мехтоиды мигрировали на территорию Африки с территории Иберийского (Пиренейского) полуострова в эпоху последнего оледенения. Остаётся предметом дискуссий время этого переселения, а следовательно, и принадлежность к мехтоидам атерийской культуры, которая хронологически и территориально предшествовала иберо-мавританской. Присутствие мехтоидов засвидетельствовано на западе Северной Африки в эпоху магрибского неолита.
Мехтоиды ассимилированы в эпоху неолита — раннего бронзового века носителями афразийских языков (средиземноморская раса). Представители мехтоидной расы были предками (вместе с берберами) гуанчей — жителей Канарских островов, вымерших после прихода испанцев около XVI—XVII веках н. э. от занесённых европейцами болезней.
По всей видимости, тип мехта стал основой современного кабильского населения Северо-Западной Африки, ибо их основные характеристики схожи, с той поправкой, что современные кабилы мезокранны и гораздо грацильнее, чем люди эпипалеолита.